# 3 април
3 април е 93-тият ден в годината според григорианския календар (94-ти през високосна). Остават 272 дни до края на годината.

## Събития
- 1265 г. – Битка при Ившам: Симон дьо Монфор е разгромен и убит, а папа Климент IV предоставя на Шарал д'Анжу права за организиране на кръстоносен поход.
- 1860 г. – На Великден в цариградската църква Свети Стефан при църковната служба епископ Иларион Макариополски не споменава името на Вселенския гръцки патриарх; Българската православна църква се отделя от фанариотската вселенската патриаршия.
- 1879 г. – Учредителното събрание избира София за столица на Княжество България.
- 1910 г. – Осъществено е първото изкачване на най-високия връх в Северна Америка – Маккинли.
- 1917 г. – Владимир Ленин пристига в Петроград след заточението, което поставя началото на Болшевишкото управление в руската революция.
- 1922 г. – Йосиф Сталин е избран за Генерален секретар на ЦК на КПСС.
- 1933 г. – Четирима англичани с два двуплощника извършват първия полет над Еверест (Джомулунгма).
- 1939 г. – Втората световна война: Хитлер се разпорежда за разработването на Операция Вайс за нападение над Полша.
- 1942 г. – Втората световна война: Японската армия започва масирани атаки срещу американските войски.
- 1948 г. – Американският президент Хари Труман подписва Плана Маршал, съгласно който на 16 страни от Европа e отпусната помощ в размер на 6 милиарда долара за възстановяване след Втората световна война.
- 1966 г. – Съветският космически апарат Луна 10 влиза в орбита около Луната, като става първият изкуствен спътник на друго небесно тяло.
- 1973 г. – В Ню Йорк е направено първото обаждане от мобилен телефон.
- 1975 г. – Боби Фишер отказва шахматна среща срещу Анатоли Карпов, в резултат на което Карпов получава титлата Световен шампион по шахмат.
- 1976 г. – Във Франция се провежда първата церемония по връчване на наградите „Цезар“ за постижения в областта на киното.
- 1984 г. – Ракеш Шарма става първият индийски космонавт.
- 1986 г. – IBM показват PC Convertible, техният първи преносим компютър.
- 1990 г. – БКП се преименува на Българска социалистическа партия.
- 1990 г. – IX народно събрание гласува законите за изборите, за политическите партии, за закриване на Държавния съвет на НРБ и замяната му с председател (президент) на Републиката и негов заместник, като избира Петър Младенов за председател (президент) на Република България.
- 1992 г. – XXXVI народно събрание приема нов Закон за поземлената собственост и частното стопанисване на земята в България, който изисква връщането на земята „в реални граници“.
- 1996 г. – „Боинг Т-43“ на ВВС на САЩ се разбива близо до летище „Дубровник“ в Хърватия и убива 35 души, включително министъра на търговията Рон Браун.
- 2000 г. – БНТ излъчва ужасяващи кадри от войната в Чечения във вечерните новини от „По света и у нас“. Вследствие на това НСРТ глобява БНТ, а екипът, работил същата вечер и водещата Милена Милотинова са временно понижени. Милотинова репортерства в новините, запазва рейтинг и е реабилитирана като водеща на новините на 8 декември същата година, но вече работи с екипа на редакторката Нина Спасова.
- 2011 г. – Българската православна църква канонизира за светци новомъчениците от Ново село и Батак, дали живота си за християнската вяра по време на Априлското въстание.

## Родени
- 1367 г. – Хенри IV, Крал на Англия († 1413 г.)
- 1783 г. – Уошингтън Ървинг, американски писател († 1859 г.)
- 1797 г. – Бартелеми Дюмортие, белгийски ботаник и политик († 1878 г.)
- 1841 г. – Херман Фогел, немски астроном († 1907 г.)
- 1859 г. – Александру Авереску, румънски политик († 1938 г.)
- 1873 г. – Ян Янски, чешки невролог († 1921 г.)
- 1880 г. – Ото Вайнингер, австрийски философ († 1903 г.)
- 1884 г. – Иван Йончев, български поет († 1918 г.)
- 1885 г. – Борис Вилкицки, руски хидрограф († 1961 г.)
- 1896 г. – Юзеф Чапски, полски художник († 1993 г.)
- 1898 г. – Мишел дьо Гелдерод, белгийски драматург († 1962 г.)
- 1900 г. – Михаил Люцканов, български певец († 1989 г.)
- 1903 г. – Пиеро Пасторе, италиански футболист и киноартист († 1968 г.)
- 1903 г. – Петер Хухел, немски поет († 1981 г.)
- 1909 г. – Роберт Щилмарк, руски писател († 1985 г.)
- 1911 г. – Майкъл Уудръф, английски хирург († 2001 г.)
- 1911 г. – Николай Бошнаков, български военен летец († 1948 г.)
- 1921 г. – Георги Мицков, български поет († 2002 г.)
- 1924 г. – Марлон Брандо, американски актьор († 2004 г.)
- 1930 г. – Хелмут Кол, Канцлер на Германия († 2017 г.)
- 1934 г. – Джейн Гудол, английска зооложка
- 1934 г. – Христофор Тзавелла, български поет, писател и фолклорист († 2018 г.)
- 1936 г. – Виктор Вълков, български политик († 2022 г.)
- 1942 г. – Мария Желева, първа дама на България (1990 – 1997) († 2013 г.)
- 1942 г. – Уейн Нютън, американски актьор
- 1945 г. – Атанас Щерев, български лекар и политик
- 1948 г. – Ханс-Георг Шварценбек, немски футболист
- 1948 г. – Яп де Хоп Схефер, холандски политик
- 1949 г. – Александър Томов, български борец
- 1956 г. – Йордан Митков, български щангист
- 1958 г. – Алек Болдуин, американски актьор
- 1961 г. – Еди Мърфи, американски актьор
- 1968 г. – Вени Марковски, интернет пионер
- 1968 г. – Себастиан Бах, канадски музикант (Скид Роу)
- 1969 г. – Клотилд Куро, френска актриса
- 1970 г. – Дитмар Дат, немски писател
- 1972 г. – Добромир Митов, български футболен треньор
- 1973 г. – Джейми Бамбър, британски актьор
- 1978 г. – Томи Хаас, немски тенисист
- 1980 г. – Иван Спахиев, български футболист
- 1985 г. – Леона Люис, британска певица
- 1986 г. – Аманда Байнс, американска актриса

## Починали
- 1682 г. – Бартоломео Естебан Мурильо, испански художник (* 1618 г.)
- 1849 г. – Юлиуш Словацки, полски поет (* 1809 г.)
- 1862 г. – Джеймс Кларк Рос, британски полярен изследовател (* 1800 г.)
- 1868 г. – Франц Адолф Бервалд, шведски цигулар и композитор (* 1796 г.)
- 1897 г. – Йоханес Брамс, германски композитор (* 1833 г.)
- 1927 г. – Васил Попов, български анархист (* 1879 г.)
- 1941 г. – Пал Телеки, министър-председател на Унгария (* 1879 г.)
- 1950 г. – Курт Вайл, американски композитор от немски произход (* 1900 г.)
- 1966 г. – Батиста Пининфарина, италиански автомобилен дизайнер (* 1893 г.)
- 1991 г. – Греъм Грийн, английски писател (* 1904 г.)
- 1998 г. – Зина Юрданова, българска художничка (* 1904 г.)
- 2000 г. – Милко Бобоцов, български шахматист (* 1931 г.)
- 2010 г. 
  - Иван Балсамаджиев, български актьор (* 1953 г.)[1]
  - Йожен Тер'Бланш, защитник на белите в РЮА (* 1941 г.)
- 2013 г. – Мариви Билбао, испанска актриса (* 1930 г.)
- 2016 г. – Чезаре Малдини, италиански футболист и футболен мениджър (* 1932 г.)
- 2022 г. – Джун Браун, английска актриса и писателка (* 1927 г.)

## Празници

### Православни църковни празници
- Честване на преп. Никита Изповедник, игумен Мидикийски[2][3]